# Bureå landskommun
Bureå landskommun var en tidigare kommun i Västerbottens län. Centralort var Bureå och kommunkod 1952-1966 var 2413.

## Administrativ historik
Bureå landskommun bildades genom en utbrytning ur Skellefteå landskommun den 1 januari 1914. Den 22 juni 1934 inrättades Bureå municipalsamhälle inom kommunen.
Kommunreformen 1952 påverkade inte indelningarna i området, då varken Västerbottens eller Norrbottens län berördes av reformen. Den 31 december 1959 upplöstes Bureå municipalsamhälle.
Den 1 januari 1967 uppgick kommunen i Skellefteå stad. Sedan 1971 tillhör området den nya Skellefteå kommun.

### Kyrklig tillhörighet
I kyrkligt hänseende tillhörde kommunen först Skellefteå landsförsamling. Bureå församling utbröts från den 1922.

## Kommunvapnet
Blasonering: I blått fem sexuddiga stjärnor av guld, ordnade i form av en störtad sparre.
Detta vapen fastställdes av Kungl. Maj:t den 30 juni 1960. Se artikeln om Skellefteå kommunvapen för mer information.

## Geografi
Bureå landskommun omfattade den 1 januari 1952 en areal av 309,12 km², varav 282,12 km² land.

### Tätorter i kommunen 1960
| Tätort          | Folkmängd |
| --------------- | --------- |
| Bureå           | 2 019     |
| Örviken, del av | 400       |

- Tätorten Örviken var delad mellan Bureå landskommun och Skellefteå landskommun.

Tätortsgraden i kommunen var den 1 november 1960 48,1 procent.

## Politik

### Mandatfördelning i valen 1938-1962
| 17 |  | 6 | 6 |

| 29 |

| 17 |  | 7 | 5 |

| 28 |

| 18 | 3 | 6 | 3 |

| 28 |

| 17 | 4 | 6 | 3 |

| 28 |

| 17 | 4 | 5 | 4 |

| 28 |

| 17 | 5 | 5 | 3 |

| 28 |

| 17 | 5 | 5 | 3 |

| 27 |